# Zakariás (Odaát)
Zakariás az Odaát (Supernatural) című televízióssorozat kitalált szereplője, akit Kurt Fuller alakít. Zakariás a sorozat egyik mellékszereplője.

## Háttér
Zakariás Isten egyik angyala, a Menny légióinak egyik vezetője, Castiel és Uriel felettese. Emberi alakban képes megjelenni, valójában azonban hatalmas szárnyai vannak. Emberekkel csak emberi testen keresztül tud kapcsolatba lépni, ugyanis valódi arcába nézve az emberek, de még a természetfeletti lények szemei is kiégnek, hangja pedig olyan fülsiketítő, hogy üveget is képes vele törni. Isteni képessége folytán sebezhetetlen, még Ruby tőre sem képes vele végezni.

## 4. évad
Zakariás az évad vége felé tűnik fel, amikor is a Winchester fivéreket "elvarázsolja", hogy egy teljesen más élet során saját maguk jöjjenek rá, hogy kik is maguk valójában. Miután egy csettintéssel mindent visszaváltoztatott a régi kerékvágásba, megpróbálja megmagyarázni Deannek, hogy ő az, aki meg fogja menteni a világot az Apokalipszistől, később pedig meglátogat egy Chuck Shirley nevű író férfit, és elmondja neki, ő Isten egyik prófétája, és ha valamiért öngyilkosságot kísérelne meg elkövetni, az angyalok úgyis feltámasztanák. Miután Dean leteszi Castielnek a fogadalmat, miszerint ő maga fogja megakadályozni az Apokalipszist, az angyal Cas-szel együtt biztonságos helyre viszi a fiú, ahol azonban kiderül, minderre éppen csak azért van szükség, hogy Dean semmiképpen ne tudjon beleavatkozni Lucifer világra szabadításába, melyet rejtélyes okok miatt az angyalok támogatnak. Csakhogy Castiel mégis Dean mellé áll, és egy falra festett "angyalűző" jellel, egy villanás erejével elküldi a helyszínről Zakariást. 

## 5. évad
Lucifer szabadulása után, Zakariás azon munkálkodik, hogy mindenképpen maga mellé állítsa Deant, akiről később kiderül, hogy maga Szent Mihály arkangyal kardja és egyben porhüvelye, Mihály csupán az ő testén keresztül képes a Földre jutni, ahhoz azonban Dean beleegyezése is szükséges. Mivel a fiú semmiáron nem hajlandó beadni a derekát, Zakariás kínozni kezdi őt és öccsét, ám végül kénytelen menekülőre fogni; a halottnak hitt Castiel ugyanis megjelenik, és megöli két testőrét, őt viszont futni hagyja.